# Carl Roesch (Maler)
Carl Roesch (* 9. Mai 1884 in Gailingen am Hochrhein; † 27. November 1979 in Diessenhofen) war ein Schweizer Künstler.

## Leben
Roesch war der ältere von zwei Söhnen eines Schreiners und seiner Frau und wuchs bei seiner Großmutter im schweizerischen Diessenhofen auf. Aufgrund der familiären finanziellen Verhältnisse wurde ihm der Wunsch, Zeichnungslehrer zu werden, versagt. Er besuchte zunächst eine Sekundarschule, wurde aber von seinem Vater zu einem Schreiner in die Lehre geschickt. Roesch wechselte nach einem Jahr und begann eine Schlosserlehre; beide Lehren brach er aus gesundheitlichen Gründen ab.
Am Technikum Winterthur lernte er zunächst Maschinenzeichnen, wechselte aber dann in die Kunstgewerbeabteilung. Nach fünf Semestern in Winterthur ging Roesch an die Kunstgewerbeschule in Karlsruhe und siedelte, mit der Absicht, Grafiker zu werden, im Jahr 1904 nach München über. Dort besuchte er die Heinrich-Wolff-Privatschule für grafische Künste. Während seiner Aufenthalten in Diessenhofen wirkte er als Laienschauspieler bei den Freilicht-Theatern mit und wurde bald für die Gestaltung der Werbeplakate und der Kulissen gewonnen.
1910 lernte Roesch in München die Tochter des St. Galler Stickerei-Fabrikanten August Tanner, Margrit Tanner, kennen, die er 1911 heiratete und mit der er nach Diessenhofen zog. Dort arbeitete er als Kunstgewerbler. Roesch reiste mehrfach nach Italien und Paris, wo er mit den Werken Cézannes in Berührung kam, die ihn künstlerisch inspirierten. 1917 wandte sich Roesch von der Arbeit als Gebrauchsgrafiker ab, um freischaffender Künstler zu werden.
Seit 1945 litt er an einer Erkrankung der Augen, die 1960 zur rechtsseitigen Erblindung führte. Als langjähriges Mitglied der «Thurgauer Künstlergruppe» unterstützte er in den letzten Jahrzehnten seines Lebens den Aufbau des Kunstmuseums des Kantons Thurgau. Roesch war mit bekannten Schweizer Malern seiner Zeit befreundet, so mit Cuno Amiet, Max Gubler, Adolf Dietrich oder Ernst Morgenthaler. 1979 starb er in Diessenhofen.

## Werk und Rezeption
In seinem Werk bediente sich Roesch verschiedener Techniken. Bisher wurden von seinem Lebenswerk 93 Ölbilder sowie rund 200 Aquarelle, 150 Pastelle, Radierungen und 1000 Zeichnungen erfasst. Dazu kamen die Kartons für Glasmalerei und ab 1923 auch für die 14 Mosaiken, was neben der Malerei einen Schwerpunkt seiner Arbeit darstellte.
Sein Werk ist von Figurenkompositionen sowie von Landschaftsmalerei geprägt, im fortgeschrittenen Alter wandte er sich aber auch verstärkt dem Abstrakten sowie der Farbigkeit zu. Roesch widmete sich ferner der Gestaltung von Kirchenfenstern und Wandbemalungen; hierin gewann er mehrere Wettbewerbe.
2001 wurde in Diessenhofen die Carl und Margrit Roesch-Stiftung gegründet, die sich in Verbindung mit dem Kunstmuseum Thurgau (s. o.) der Bewahrung und Aufarbeitung des künstlerischen Nachlasses widmet.

### Werke (Auswahl)
Gemälde
- Kreuzwegbilder in der katholischen Kirche St. Stefan in Amriswil.
- Anbetung der Hirten. Ölgemälde im reformierten Gemeindehaus in Amriswil.

Fresken
- Rekonstruktion der Fresken von Tobias Stimmer am «Haus zum Ritter» in Schaffhausen, was Roesch grosse Anerkennung einbrachte.[2]
- In der Kapelle des Waldfriedhofs Schaffhausen.
- Thronender Christus zwischen vier Engeln und Gruppen von Heiligen. In der katholischen Kirche in Oberuzwil.
- Im Zwinglihaus in Zürich.
- Am Schwabentor in Schaffhausen.

Mosaike
- Toter Christus: In der St. Gallus-Kirche in Oberuzwil.
- Am Postgebäude in Rapperswil SG.
- Am «Haus zur Krone» in Schaffhausen.
- Am Wehrlischulhaus in Kreuzlingen.[3]
- Im Schweizer Pavillon der Weltausstellung in Paris 1937.

Glasfenster
- In den Kirchen zu Amriswil (evangelisch),[4] Kölliken, Oberuzwil, Speicher AR und Rüschlikon.
- Im Rektorat der Universität Zürich.

## Ausstellungen
- 1906: Winterthurer Kunsthalle (erste Einzelausstellung)
- 1939: Museum zu Allerheiligen in Schaffhausen (Kollektivausstellung)
- 1979: Thurgauische Kunstsammlung, Villa Sonnenberg: «Ehrung und Dank an Carl Roesch. Ausstellung von Werken aus öffentlichem Besitz zum 95. Geburtstag des Künstlers.»
- 1979: Museum zu Allerheiligen in Schaffhausen: «Arbeiten auf Papier»
- 2006: Kunstmuseum Thurgau in der Kartause Ittingen: «eigenwillig – angepasst»
- Ständige Ausstellung der Sammlung Roesch im Museum Oberes Amtshaus in Diessenhofen